# ベルギー王立自然史博物館

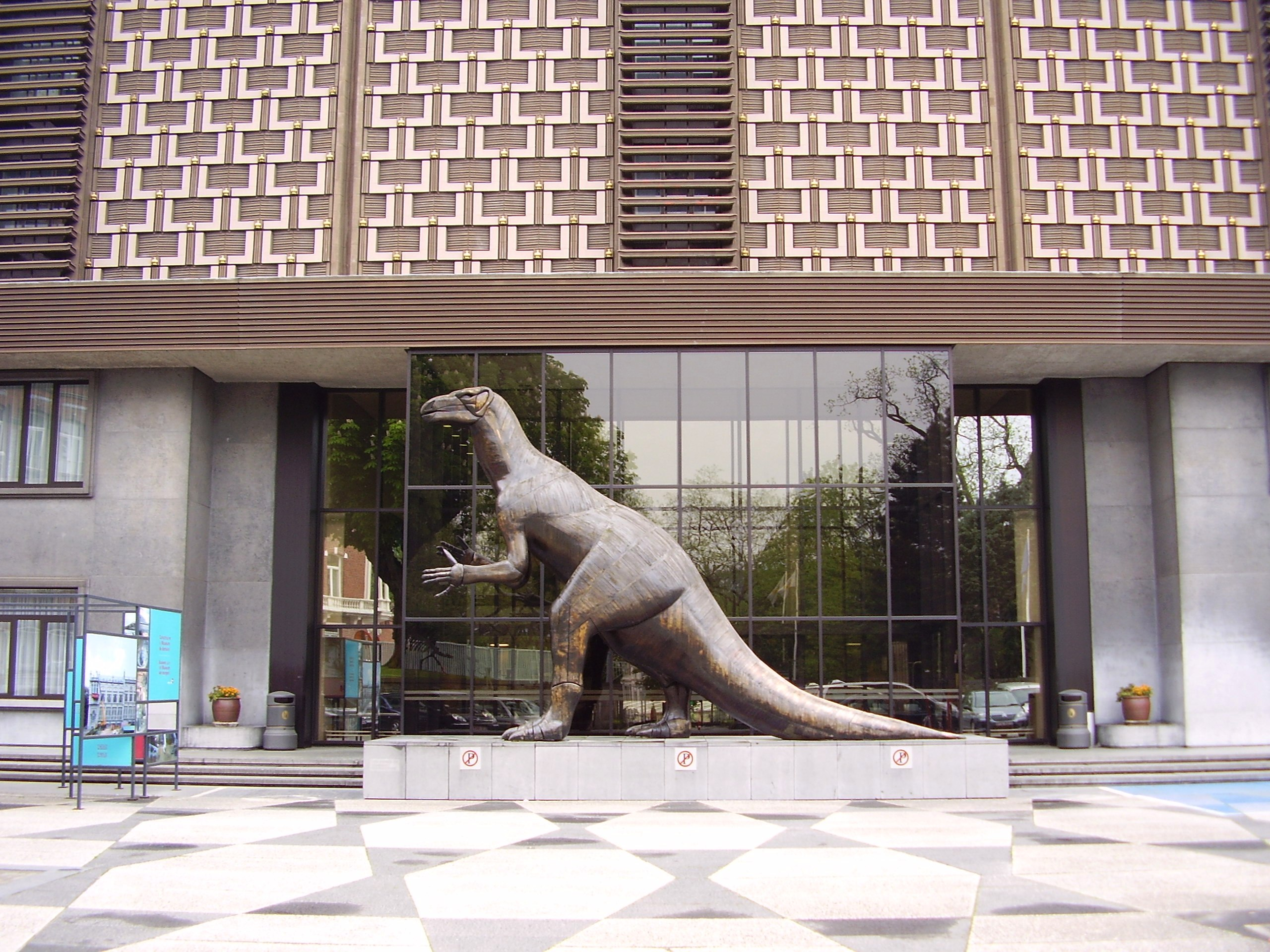
博物館の入り口

ベルギー王立自然史博物館（ベルギーおうりつしぜんしはくぶつかん、フランス語：Institut royal des Sciences naturelles de Belgique, オランダ語：Koninklijk Belgisch Instituut voor Natuurwetenschappen）は、ベルギーの首都ブリュッセルにある博物館である。もっとも重要な展示物は1878年にベルギーで発見された30体に及ぶイグアノドンの骨格化石である。恐竜ホールは、恐竜の展示に用いられているホールとしては世界最大のものである。他にジャン・ド・アンズラン・ド・ブロクール（Jean de Heinzelin de Braucourt）が1960年にコンゴ民主共和国北東部で発見した遺物、イシャンゴの骨が有名である。研究部門と一般展示の部門がある。
1846年にブリュッセル博物館の1部門として創設された。ネーデルラント総督カール・アレクサンダー・フォン・ロートリンゲン（神聖ローマ皇帝フランツ1世の弟）のコレクションが基になっており、初代の館長はベルナール・デュ・ビュス・ド・ジジニーが務め、自らの収集した2474体の鳥の標本を寄付した。1860年にアントウェルペンの要塞の建設中に発見された複数の化石が収蔵され、ホッキョククジラとシロナガスクジラの化石は現在も展示されている。同年リール近くで発見されたマンモスの化石も購入され、1869年から展示されている。当時マンモスが展示されていたのはロシアのサンクトペテルブルクの博物館だけであった。1878年にBernissartの炭鉱でイグアノドンの化石が発見され、少なくとも38体以上が発掘されたうち30体が展示された。
2007年に恐竜を展示するホールが改装され、面積が4580平方メートルに拡大されて世界最大の展示場となった。

## 常設展示
- 恐竜ホール：30体のほぼ完全なイグアノドンの骨格標本が展示されている。
- 人類とマンモス：人類の進化と西ヨーロッパにおける最終氷期についての展示。
- 哺乳類ギャラリー：フクロオオカミの標本など、近代に入り絶滅した哺乳類の展示。
- 北極と南極
- 鯨館
- 貝類のギャラリー
- 昆虫ギャラリー
- 鉱物ギャラリー：結晶、宝石、隕石や月の岩石の標本。